# Рогозянка (станция)
Рогозянка — бывшая железнодорожная станция на линии Харьков — Готня линии Льгов — Никитовка (Горловка). Располагалась на 208 километре этой линии.
Станция располагалась в селе Маяк Золочевского района Харьковской области.

## История
Рогозянку открыли в 1911 году при строительстве линии Льгов — Горловка. В 1970 станцию электрифицировали вместе с участком Люботин — Золочев. Закрыта в 2018 году за ненадобностью, хотя от станции отходит подъездной путь к подстанции. Официально переведена в остановочные пункты в 2021 году. На Рогозянке было четыре пути. Три электрифицированных, один грузовой с платформой. Третий путь разобрали в 1990 — ых. Грузовой разобрали вместе со вторым главным путём. Остался только один, главный путь. До карантина по станции останавливались все электрички направления Харьков — Золочев — Харьков, пригородные до Готни, Одноробовки и обратно. После карантина по платформе также всё останавливалось, только рейсов стало меньше. По состоянию на апрель 2025 года через платформу ходит 5 пар электричек Золочев-Харьков-Золочев